# アゲマキガイ
アゲマキガイ（揚巻貝、学名：Sinonovacula constricta）は、ユキノアシタガイ科缢蛏属の二枚貝である。別名としてチンダイガイ（鎮台貝）等がある。またマテガイと混称されるので注意が必要である。

## 概要
学名は中国のカミソリの意で、英名はジャックナイフ、和名は揚巻の形に似ていることに由来する。
自分の殻長の7～8倍の穴を掘り、その中で生活する。海水中の餌をこしとって食べる。産卵期は10月～11月上旬、盛期は10月中旬頃である。ふ化後海中に漂う期間は6日間ほどで、貝類としては短い。
外殻は細長く両端は円形で殻頂はやや左側へ寄っている。成長線ははっきりしており、表面は黄緑色であるが、殻皮が脱落している場合は白色を呈する。

## 分布
分布域は、日本、中国の遼寧省、河北省、山東省、 浙江省、福建省、広東省等の海域で、河口や汽水の内湾の潮間帯下部付近の干潟に多く見られる。